# Отто III Бергов
Отто III Бергов (нем. Otto der Ältere von Bergow; родился около 1356 г.; умер около 1414 г.), также известный как Отто Старший из Бергау — чешский дворянин, высокопоставленный провинциальный чиновник и политический противник Вацлава IV, короля Богемии.

## Биография
С 1388 по 1393 год он занимал должность Высочайшего бургграфа Чешского королевства. Отто был членом Лиги лордов, составлявшей оппозицию королю Вацлаву IV. Вероятно, именно он начал череду событий, которые привели к пленению Вацлава в 1394 году, когда организовал мнимую карательную экспедицию против замка Тужим.
После заключения перемирия с Сигизмундом Люксембургским в 1396 году Отто был назначен в королевский совет Вацлава.
В 1399 году напряжённая политическая обстановка привела к нескольким вооружённым осадам замков по всей Богемии. В рамках перемирия с каждой стороны (королевской и княжеской) были выбраны по четыре члена примирительного совета, в котором Отто представлял Лигу князей.
В конце того же года он сопровождал епископа Оломоуцкого и маркграфа Йодока в поездке в Буду, где участвовал в совместных переговорах с королём Сигизмундом о совместных действиях против маркграфа Прокопия и его целенаправленной ликвидации. В 1402 году Сигизмунд в знак признательности назначил Отто вице-канцлером провинции в Чешском королевстве. Отто повысил налоги для городов и монастырей и устроил еврейский погром, что привело к притоку денег в королевскую казну. В отчёте говорилось, что «...Венгерский король Сигизмунд совершил много злодеяний с помощью некоторых чешских лордов, таких как... Бергау... и так далее».
В 1403 году Отто был назначен одним из пяти исполнителей власти во время отсутствия короля Сигизмунда. В следующем году его сменил писец Николай Пражский. 
Ослабление политической поддержки Сигизмунда привело к нападкам сторонниками Вацлава на сторонников Сигизмунда, среди которых был и Отто. 
После 1414 года о нëм нет упоминаний. Вероятно в том же году он и скончался.

## Владения
Унаследовал от отца замки Новый Жеберк и Билин. 
Прежде чем продал свои владения в Северной Богемии в Билине, он закрепил за собой территорию в Восточной Богемии, где в 1392 году он был связан с Рихмбурком– одним из крупнейших поместий догуситского периода. Однако с 1397 года его следующим владением стала крепость в Цидлине с шестью поселениями. Затем он приобрел замок Троски до 1399 года и, вероятно, одновременно с этим замком ещё одно поместье с замками Грубый Рогозец и Збирог, к которому, помимо нескольких деревень, принадлежала также важная часть города Турнов. В 1390-х годах он также владел частью Йиркова.
В 1400 году, возможно, из-за долгов, возникших в результате активного участия в политических событиях, он был вынужден продать Новый Хлумец. Годом позже, в 1401 году продал мельницу под названием Австрийская. Вскоре после этого он на время заложил остальную часть поместья Хлумец.

## Семья и дети
Отто был сыном Альберта из Бергау (1339-1371 гг.)
Был женат вторым браком на Маргарет из Жлунице.
У Отто были сыновья Ян, который родился в 1394 году и, очевидно, дожил до совершеннолетия, а также Отто IV (1399-1452 гг.), который впоследствии стал его наследником.